# Cao nguyên Sín Chải
Cao nguyên Sín Chải là một cao nguyên nhỏ nằm trải rộng trên diện tích huyện Tủa Chùa tỉnh Điện Biên.

## Vị trí
Phía bắc là cao nguyên Tà Phình với giới hạn là sông Đà và núi Pu Sam Sao (1904 m), phía đông cũng là sông Đà, phía tây là sông Nậm Mức, phía nam thấp dần và giáp với núi Pu Huổi Long, phía bên kia là cao nguyên Sơn La.

## Đặc điểm
Cao nguyên nhỏ này có diện tích khoảng 1.500 km², có chiều rộng khoảng 25 km, chiều dài khoảng 60 km, độ cao trung bình 1.500 m, điểm cao nhất 1.596 m tại đỉnh Ta Pang Dinh.
Cao nguyên Sín Chải nằm ở độ cao 1.000 m so với mực nước biển, dài 30 km dọc theo sông Đà từ Tuần Giáo đến ngã ba sông Đà và sông Nậm Na gần thị xã Mường Lay, rộng khoảng 10 km. Sườn cao nguyên phía sông Đà gần như dựng đứng.